# Aung Myint Tun
Aung Myint Tun (* 3. Mai 1990 in Maungda) ist ein myanmarischer Fußballspieler auf der Position eines Mittelfeldspielers. Er ist ehemaliger Spieler der Myanmarische Fußballnationalmannschaft und aktuell für Rakhine United aktiv.

## Karriere

### Verein
Aung Myint Tun spielte bis 2016 bei Hanthawaddy United. Der Verein aus Taungo spielte in der ersten Liga des Landes, der Myanmar National League. 2016 wechselte er nach Pathein zum Ligakonkurrenten Ayeyawady United. Für Ayeyawady absolvierte er zwei Erstligaspiele. Anfang 2018 nahm ihn der ebenfalls in der ersten Liga spielende Magwe FC unter Vertrag. Für den Verein aus Magwe absolvierte er bisher mindestens 28 Erstligaspiele. 2022 wechselte er zum Ligakonkurrenten Rakhine United, für den er auch aktuell aktiv ist.

### Nationalmannschaft
Sein Debüt für die Myanmarische Fußballnationalmannschaft gab Aung Myint Tun am 26. Mai 2018 im Freundschaftsspiel gegen die Auswahl von China (1:0). Seinen letzten Einsatz bestritt er nur ein Jahr später, am 19. März 2019 im Freundschaftsspiel gegen die Mannschaft aus Taiwan (0:0).